# Musée des éclairages anciens
Musée des éclairages anciens (Muzeum starého osvětlení) je soukromé muzeum v Paříži. Nachází se v 5. obvodu v ulici Rue Flatters. Muzeum představuje sbírku petrolejových, olejových a plynových lamp, svítilen a luceren a ukazuje tak vývoj domácího i veřejného osvětlení od konce 18. století do počátku 20. století.